# Dendya
Dendya é um gênero de esponja marinha da família Soleneiscidae.

## Espécies
- Dendya amitsbo Hozawa, 1929
- Dendya cavata (Carter, 1886)
- Dendya clathrata (Carter, 1883)
- Dendya quadripodifera Hozawa, 1929
- Dendya tripodifera (Carter, 1886)
- Dendya triradiata Tanita, 1943